# 1841 en France
Chronologie de la France
- 1837
- 1838
- 1839
- 1840
- 1841
- 1842
- 1843
- 1844
- 1845

Cette page concerne l’année 1841 du calendrier grégorien.

## Événements

### Janvier
- 7 janvier : Victor Hugo est élu à l’Académie française[1].
- 13 janvier : Thiers présente son rapport sur le projet de fortification de Paris. Le débat commence le 21 janvier avec les discours de Golbéry, de Chasseloup-Laubat et enfin celui de Lamartine le 25 janvier, opposé au projet Thiers[2].
- 18 janvier : Villemain, ministre de l’Instruction publique, dépose un projet de loi sur la propriété littéraire. Ce projet plaide pour une extension de la loi à un délai de cinquante ans après le décès de l’auteur[3].

### Février
- 1er février : loi sur les fortifications de Paris. La Chambre vote le projet Thiers par 237 voix contre 162[2].
- 22 février : Bugeaud prend effectivement possession de son gouvernement d’Algérie[4].
- 25 février : circulaire du ministre des Finances Georges Humann aux préfets portant qu’il sera exécuté en 1841, dans toutes les communes du royaume, un recensement général des propriétés bâties, des portes et fenêtres, des individus passibles de la taxe personnelle, des patentables et des valeurs locatives afin d’améliorer le rendement de l’impôt ; la presse d’opposition, qu’elle soit légitimiste ou républicaine, déclenche une campagne de critiques[5].

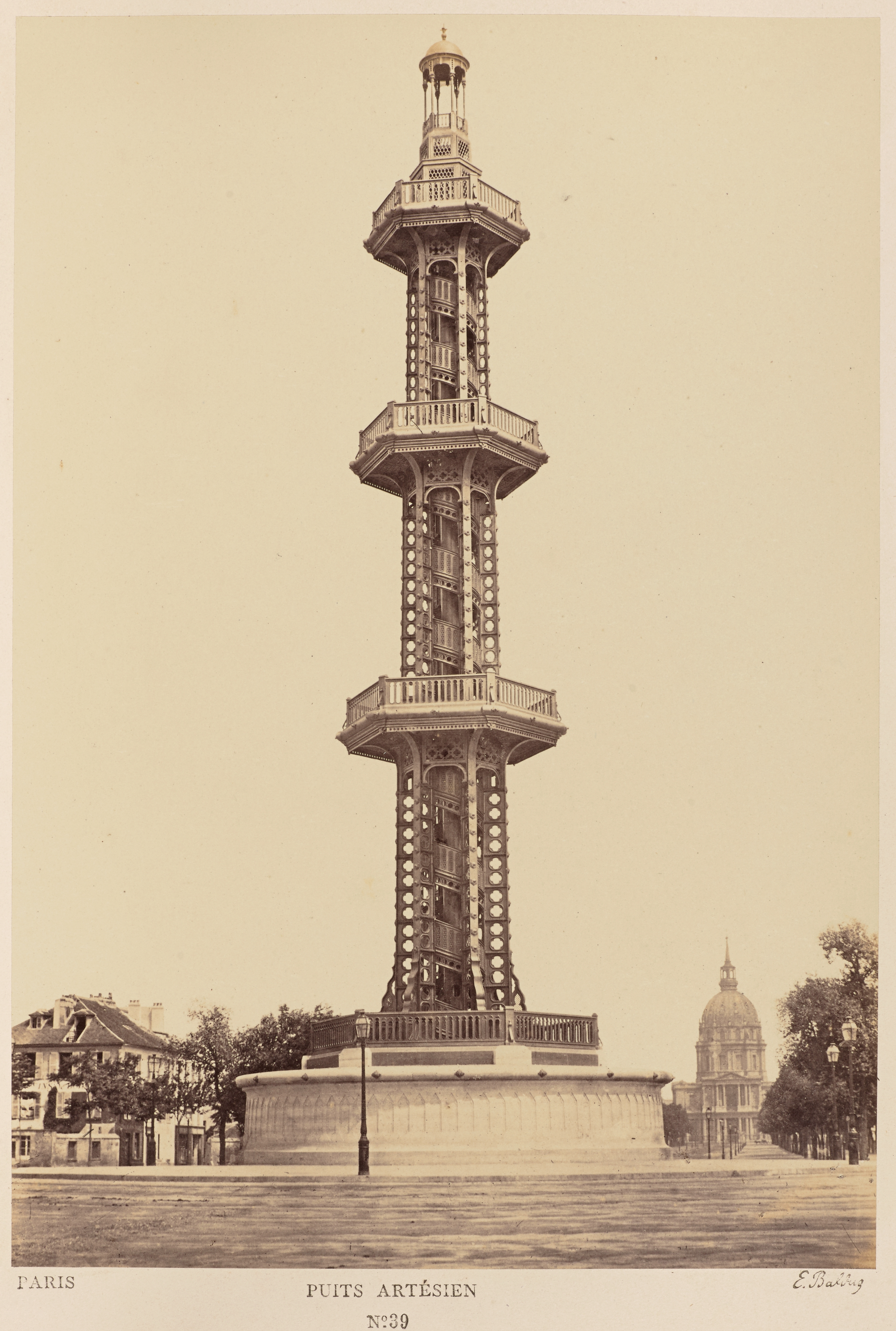
Édouard Baldus, Puits artésien de Grenelle, photographie de 1864.

- 27 février : mise en service aux abattoirs de Grenelle du puits artésien, profond de plus de 548 mètres, creusé par Louis-Georges Mulot, sous la direction de François Arago[6].

### Mars
- 22 mars : loi relative au travail des enfants employés dans les manufactures, usines et ateliers employant plus de vingt ouvriers, première loi réglementant les conditions de travail (loi très mal appliquée). À la suite de l’enquête de Villermé, Tableau de l’état physique et moral des ouvriers dans les fabriques de coton, de laine et de soie (1840), le travail des enfants est réglementé dans l’industrie et organise leur protection. Le travail est interdit pour les moins de 8 ans, limité à 8 heures par jour entre 8 et 12 ans et à 12 heures pour les 12-16 ans, interdit la nuit pour les enfants de moins de 13 ans[7],[8]. Un corps d'inspecteur du travail des enfants est créé, constitué de notables bénévoles et précaires, proches du patronat[9].
- 13 mars : après cinq ans de travaux, la commission parlementaire présidée par Lamartine expose devant la Chambre son projet de loi sur la propriété littéraire ; après deux discours de Lamartine pour défendre son rapport les 23 et 30 mars, le projet est rejeté le 30 mars[10] et les Parlementaires limitent le délais à 30 ans après le décès de l’auteur[3].

### Avril
- 1er avril : incorporation exceptionnelle à l’École spéciale militaire de Saint-Cyr de 238[11] élèves-officiers rendue nécessaire pour répondre à la forte demande de renforts demandés par le général Bugeaud. Cette promotion prendra de ce fait le nom de Promotion de la Nécessité[12].
- 3 avril : loi qui affecte un crédit de 140 millions de franc à création d’une enceinte fortifiée pour protéger la capitale[13]. Dite de Thiers, du nom du rapporteur du projet, cette enceinte est terminée en 1845.
- 25 avril : Mayotte, devenue indéfendable, est vendue par son dernier sultan à la France[14].

### Mai

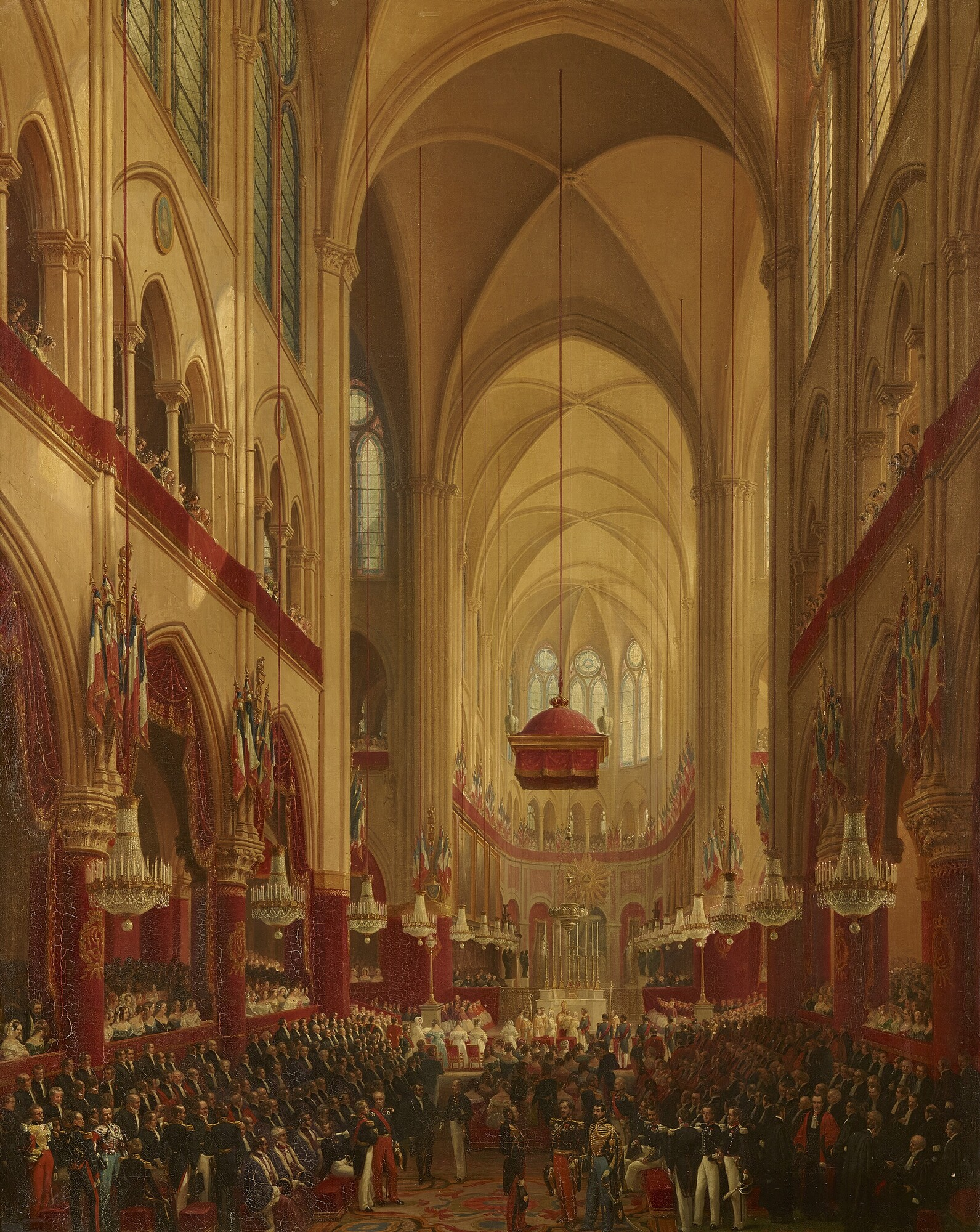
Hippolyte Sebron - Baptême de monseigneur le comte de Paris dans l’église Notre-Dame de Paris, 2 mai 1841, musée national des châteaux de Versailles et de Trianon

- 3 mai : loi sur l’expropriation pour cause d’utilité publique[15], instrument juridique essentiel pour la politique d’urbanisme.
- 4 mai : voyage en Algérie d’Alexis de Tocqueville, accompagné de son frère Hippolyte et de Gustave de Beaumont ; ils quittent Toulon et arrivent à Alger le 7 mai, puis le 15 mai emparque en compagnie du général Bugeaud. Ils arrivent à Mostaganem le lendemain où ils rencontrent le général Lamoricière, puis sont à Oran le 21 mai et rentrent à Alger le 22. Ils sont à Philippeville le 30 mai[16]. Le 31 mai, alors qu’il s’apprête à partir vers Constantine pour enquêter sur les opérations militaires de pacification, il doit interrompre son voyage à la suite d’une crise de dysenterie. Il est de retour à Toulon le 11 juin[17].
- 18 mai-3 juin : en Algérie, le général Bugeaud part en campagne contre l’émir Abd el-Kader. Après la prise de Tagdempt le 25 mai, le corps expéditionnaire occupe Mascara le 30 mai[18].
- 31 mai : exécution de Darmès, auteur de l’attentat manqué du 15 octobre 1840[19].

### Juin
- 2 juin : loi apportant de larges modifications au code de procédure civile sur la vente judiciaire des biens immeubles[20].
- 13 juin : loi qui augmente la concession du chemin de fer de Bordeaux à la Teste, portée de 34 à 70 ans[21].
- 14 juin : loi qui modifie le code de commerce sur la responsabilité des propriétaires de navires de commerce[21].
- 17 juin : loi d’organisation de l’état-major de l’armée navale[21].
- 25 juin :
  - loi de finances ; fixation du budget pour l’exercice de 1842[21].
  - clôture de la session parlementaire[22].
  - loi sur la vente en détail des marchandises aux enchères, où à cri public[21].
  - loi sur la transmission des offices réglant la forme et les droits d’enregistrement des traités[23].

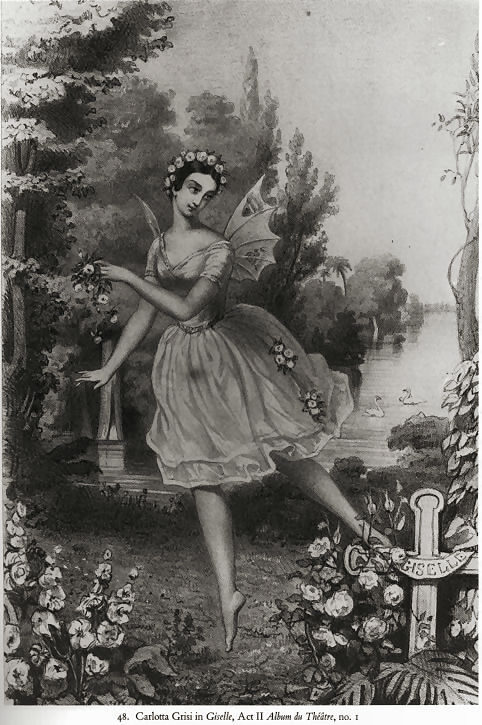
Giselle.

28 juin : première de Giselle à l’Opéra de Paris, avec Carlotta Grisi dans le rôle-titre.

### Juillet
- 7 juillet : mise en service du chemin de fer de Bordeaux à la Teste[25].

- 7-13 juillet : troubles à Toulouse visant à empêcher le recensement fiscal ordonné par le ministre des Finances, Georges Humann afin de réformer l’assiette de l’impôt sur les portes et fenêtres[27]. D’autres troubles ont lieu durant l’été à Bordeaux, Villeneuve-sur-Lot, Céret, Lille (août), Clermont-Ferrand (septembre)[28].
- 13 juillet : une convention internationale sur les Détroits, signée à Londres entre les cinq puissances (Angleterre, Autriche, France, Prusse, Russie), solde définitivement la question d’Orient ; elle ferme le Bosphore à tous les vaisseaux de guerre et confirme la souveraineté héréditaire de Méhémet-Ali sur l’Égypte[29]. Elle consacre le retour de la France dans le concert des nations européennes.
- 28 juillet : le comte de Chambord, neveu et héritier du prétendant légitimiste, est victime d’un grave accident de cheval, qui le laisse légèrement handicapé de la jambe gauche[30].

### Août
- 8 août : émeute à Sainte-Livrade contre le recensement aux cris de « Vive la République !»[31]. Une insurrection éclate le lendemain à Villeneuve-d'Agen[32].
- 11-12 août : troubles à Céret contre le recensement ; la troupe intervient pour et charge à la baïonnette pour disperser les émeutiers[33].
- 14 août : troubles à Bordeaux contre le recensement des portes et fenêtres[28].

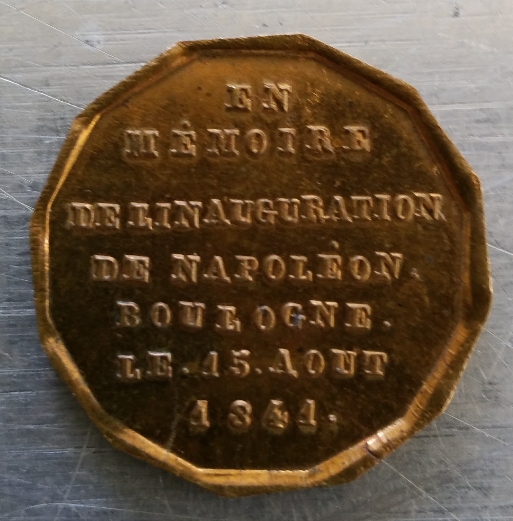
Médaille de l’inauguration de la statue de Napoléon à Boulogne

- 15 août : inauguration de la colonne de la Grande Armée surmontée d’une statue de Napoléon Ier à Boulogne-sur-Mer[34].
- 26 août : troubles à Lille contre le recensement des portes et fenêtres[28].

### Septembre
- 9 septembre :
  - émeute de portefaix au port fluvial de Mâcon contre les atteintes des négociants à leur monopôle traditionnel de transbordement des tonneaux de vin ; Lamartine, alors conseiller municipal de la ville, parvient à les apaiser[35].
  - le comte de Flahaut remplace comme ambassadeur à Vienne le comte de Sainte-Aulaire nommé à Londres. Salvandy est nommé ambassadeur en Espagne[36].
- 9-10 septembre : insurrection à Clermont-Ferrand déclenchée par une opération de recensement des portes et fenêtres ; les contrôleurs du fisc sont lapidés, des barricades sont dressées tandis que les habitants des communes environnantes entre dans la ville, incendient les bureaux d’octroi et forcent les portes des églises. La maison du maire est dévastée, une armurerie est pillée. Sept ou huit soldats trouvent la mort et près d’une cinquantaine de personnes sont tuées ou blessées lors d’une fusillade avec la troupe le 10 septembre[5].
- 11-18 septembre : troubles à Paris[37]. La ville est en proie à des manifestations républicaines. Le 11, place du Châtelet, 300 jeunes gens se rassemblent aux cris de « Vive la République! A bas Louis-Philippe ! A bas Guizot ! ». L’agitation dure plusieurs jours[38].
- 13 septembre : un extrémiste, Quenisset, tire un coup de pistolet sur le duc d’Aumale qui de retour d’Afrique défile en tête de ses troupes rue du Faubourg Saint-Antoine[39].
- 18 septembre : ordonnance relative à une émission de rentes 3 % pour produire un emprunt de 150 millions de francs autorisé par la loi de finance du 25 juin[38].

### Novembre
- 11 novembre[40] : le comte de Pahlen, ambassadeur de Russie, quitte la France pour ne pas avoir à présenter les vœux du corps diplomatique à Louis-Philippe Ier ; début d’une brouille diplomatique de plusieurs années avec la Russie. C’est Casimir Périer, fils, qui est chargé d’affaires et Prosper de Barante qui est ambassadeur en titre[41].

### Décembre
- 23 décembre : Alexis de Tocqueville est élu à l’Académie française[42].
- 27 décembre : ouverture de la session parlementaire de 1842[43].
- 28 décembre : à la Chambre, Sauzet est réélu président par 193 voix contre 64 à Alphonse de Lamartine[44].